# Devil’s Share
Devil’s Share – siódmy album muzyczny polskiej grupy muzycznej Corruption.

## Lista utworów
1. Hang'n'Over – 04:19
2. This Is the Day – 03:31
3. Story of Things That Should Not Be – 04:24
4. Traveller Blues – 04:56
5. Grime Whorehouse – 03:40
6. Trespasstellers (akustycznie) – 01:44
7. Inspire – 04:31
8. Regression – 04:54
9. Born to Be Zakk Wylde – 04:10
10. Betty Pyro – 03:00
11. Moment of Truth – 08:48

## Twórcy
- Piotr "Anioł" Wącisz – gitara basowa, śpiew
- Daniel "Dani" Lechmański – gitara, śpiew
- Bartek "Grabarz" Gamracy – perkusja
- Piotr "Rutkoś" Rutkowski – gitara, śpiew